# Atractus pamplonensis
Atractus pamplonensis — вид змій родини полозових (Colubridae). Мешкає в Колумбії і Венесуели.

## Поширення і екологія
Atractus pamplonensis мешкають в Андах в департаменті Норте-де-Сантандер на сході Колумбії та в штаті Тачира на заході Венесуели. Вони живуть в гірських хмарних лісах та на високогірних луках парамо.